# Kopiec Józefa Piłsudskiego w Zawadach
Kopiec Józefa Piłsudskiego w Zawadach – kopiec upamiętniający marszałka Polski Józefa Piłsudskiego znajdujący się we wsi Zawady (województwo mazowieckie).

## Historia

### Projekt i budowa
Miejsce na kopiec znalazło się dzięki trzem mieszkańcom wsi Zawady, którzy ze swoich własności ofiarowali kilkaset metrów kwadratowych ziemi na budowę. Projektantem pomnika był Jan Komar, nauczyciel siedleckiego gimnazjum. Sypanie rozpoczęto symbolicznie 12 maja 1936 roku  przy pomocy mieszkańców ówczesnej gminy. Podaje się, iż na konstrukcję przeznaczono ziemię z około 30 tysięcy furmanek. Wysokość wyniosła 13 metrów, a podstawa 22 metry średnicy. Kamienie wykorzystywane podczas prac nad kopcem pochodziły ze wsi: Kamianki Lackie i Kamianki Czabaje. Na wierzchołek biegła serpentynowa ścieżka. Na górze znajdował się głaz z napisem, obok którego widoczny był krzyż Virtuti Militari.

### Uroczystości
Poświęcenie kopca odbyło się w maju w 1938 roku. Na ceremonię odsłonięcia przybyli między innymi ówczesny prezydent II Rzeczypospolitej Polskiej Ignacy Mościcki, Naczelny Wódz Sił Zbrojnych Edward Śmigły-Rydz, biskup Czesław Sokołowski, wiceminister spraw wojskowych generał Janusz Głuchowski, wiceminister spraw wewnętrznych Władysław Korsak oraz wojewoda lubelski Jerzy Albin de Tramecourt. Akt erekcyjny budowli przeczytał przewodniczący Komitetu Budowy Kopca poseł Piotr Szumowski, a jego wmurowania dokonał wojewoda lubelski. Przy pomniku przemówienie wygłosił prezydent Mościcki, który dokonał także odsłonięcia całości pomnika przy 21 salwach armatnich. Ponadto prezydent udekorował Krzyżami Zasługi 63 osoby. Uroczystość zamknęła defilada złożona między innymi z oddziałów wojskowych, banderii oraz innych stowarzyszeń. Podczas uroczystości brało udział kilkadziesiąt tysięcy ludzi, a transmitowały je wszystkie rozgłośnie radiowe Polski.

### Dalsze Losy
Po wojnie Rosjanie podcięli zbocze kopca. Z biegiem czasu spowodowało to obsunięcie kopca. Głaz z napisem, jak ówcześnie sądzono, zaginął. Kilku działaczy „Solidarności” nocą 2 października 1986 roku ustawiło na wierzchołku kopca metalowy krzyż. Od tamtego momentu prowadzono prace renowacyjne. W 1988 roku (w 53. rocznicę śmierci Józefa Piłsudskiego) wygłoszono apel wzywający do pomocy w odbudowie kopca, na który stawili się okoliczni mieszkańcy. Jeden z nich wskazał miejsce u podnóża kopca, gdzie został ukryty przez jego ojca głaz. Przyczyną jego ukrycia była obawa przed zniszczeniem. Ponowne odsłonięcie pomnika nastąpiło 12 listopada 1988 roku.